# Henry Smith Munroe
Pour les articles homonymes, voir Munroe.
Henry Smith Munroe (25 mars 1850 – 4 mai 1933) est un géologue américain qui fut conseiller étranger au Japon pendant l'ère Meiji.

## Biographie
Né à Brooklyn en 1850, Munroe est diplômé en génie civil de l'université Columbia en 1869. De 1870 à 1871, il est assistant géologue à l'institut de géologie de l'Ohio. Entre 1870 et 1872, il est assistant chimiste au département de l'Agriculture des États-Unis.
Recruté par le gouvernement japonais pour un contrat de trois ans (1872-1875), Munroe est assigné au bureau de colonisation de Hokkaidō dans le nord du Japon où il est assistant géologue et ingénieur des mines au sein de l'institut de géologie d'Ezo (à l'époque, les Japonais tentaient de coloniser l'île). Munroe fait partie d'un groupe d'ingénieurs étrangers (avec Horace Capron, Thomas Antisell, Benjamin Smith Lyman) qui dresse un bilan des ressources de l'île, dans le but de démarrer une exploitation minière. Munroe doit faire équipe avec Lyman après que Antisell fut retiré de son poste à cause de conflits personnels avec Capron. Le travail de Munroe est à la base de toute l'industrie d'extraction de charbon sur Hokkaidō.
À la fin de son contrat, Munroe devient professeur de géologie et d'exploitation minière à l'université impériale de Tokyo de 1875 à 1876.
Munroe rentre ensuite aux États-Unis et passe avec succès son doctorat à l'université Colombia en 1877, il devient alors professeur adjoint d'exploitation minière, puis professeur tout court de 1891 à 1915. De 1897 à 1899, il intègre le département des sciences appliquées. En 1917, il devient conseiller ingénieur pour le bureau des mines des États-Unis. Son frère, Edmund Munroe Smith, fut aussi professeur à Colombia.
Il meurt le 4 mai 1933 à son domicile de Litchfield dans le Connecticut à l'âge de 83 ans.